# 1690
- Wikisource

| Calendário gregoriano                                                        | 1690 MDCXC                          |
| Ab urbe condita                                                              | 2443                                |
| Calendário arménio                                                           | 1139 – 1140                         |
| Calendário bahá'í                                                            | -154 – -153                         |
| Calendário budista                                                           | 2234                                |
| Calendário chinês                                                            | 4386 – 4387 Início a 9 de fevereiro |
| Calendário copta                                                             | 1406 – 1407                         |
| Calendário etíope                                                            | 1682 – 1683                         |
| Calendários hindus - Vikram Samvat - Calendário nacional indiano - Cáli Iuga | 1745 – 1746 1611 – 1612 4790 – 4791 |
| Calendário Holoceno                                                          | 11690                               |
| Calendário islâmico                                                          | 1101 – 1102                         |
| Calendário judaico                                                           | 5450 – 5451                         |
| Calendário persa                                                             | 1068 – 1069                         |
| Calendário rúnico                                                            | 1940                                |
| Calendário solar tailandês                                                   | 2233                                |

1690 (MDCXC, na numeração romana) foi um ano comum do século XVII do actual Calendário Gregoriano, da Era de Cristo, e a sua letra dominical foi A, totalizando 52 semanas, com início a um domingo e terminou também a um domingo.
| Ano completo                    |
| ------------------------------- |
| Ano comum com início ao domingo |

## Eventos
- Construção da Ermida de São Lázaro do Norte Pequeno, que em 1757 deu lugar à actual Igreja de São Lázaro, no Norte Pequeno, ilha de São Jorge[1].

### Março
- 26 de março - Naufrágio da Baía de Angra, sobre a amarra, de uma nau destinada a Cabo Verde, carregada com sinos e cal destinados à construção de uma igreja. No mesmo dia, para o mesmo destino e também carregada de cal para a construção da mesma igreja, afunda a leste do Porto Judeu, uma nau-caravela, morreram os seus 22 tripulantes.
- 26 de março - Uma poderosa tempestade abateu-se sobre a ilha Terceira, Açores, provocando a queda de chaminés, destelhando as casas, destruindo as casas "palhoças" que existiam nos "bairros" da cidade e um naufrágio na Baía de Angra.

### Abril
- 5 de abril - Um sismo longo mas pouco intenso, causou uma onda de pânico, que associada às memórias recentes da erupção na ilha do Faial (1672) e da caída da Praia (1614), conduziu à multiplicação das procissões, preces contínuas e auto-flagelações.
- 15 de Abril – Na ilha Terceira, atinge-se um clímax do pânico que se espalhou pela ilha devido ao sismo de 5 de Abril, correrem boatos que a ilha iria ser destruída nessa dia. Segundo os historiadores os boatos deveram-se à influência o Padre Secretário da Visita Frei Francisco da Cruz, da província franciscana da Arrábida, e ao Reverendo Padre Mestre Tomás Arnão, da Sagrada Companhia de Jesus, que ao tempo da erupção de 1672 residia no Colégio dos Jesuítas da Horta, ilha do Faial.

### Julho
- 12 de julho - O exército protestante do rei Guilherme I de Inglaterra derrota o exército católico do rei deposto Jaime II de Inglaterra, na Batalha de Boyne, marcando o início do domínio protestante na Irlanda do Norte. Para os ingleses de então a batalha ocorreu no dia 1 de julho, pois ainda utilizavam o Calendário Juliano.

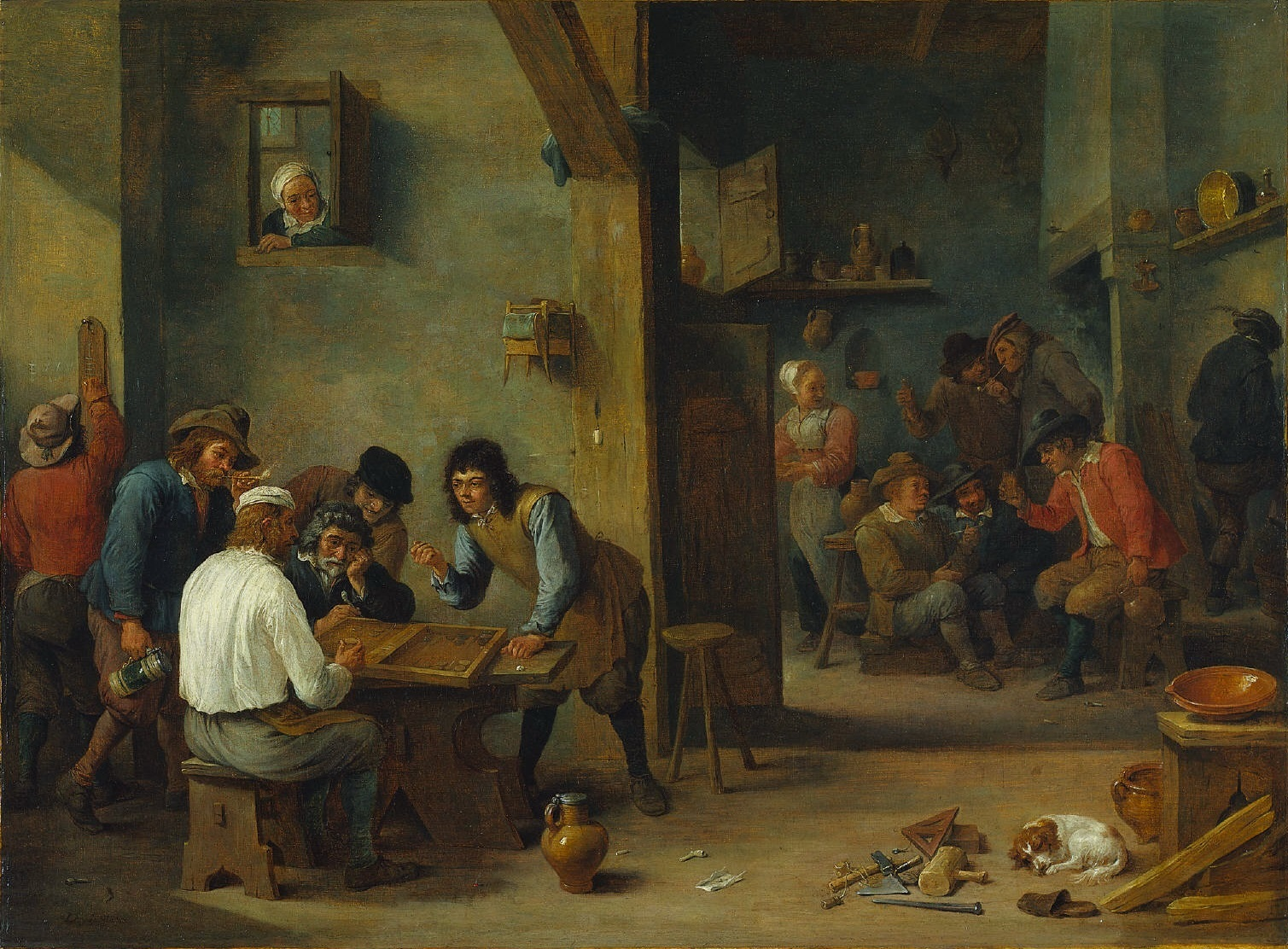
David Teniers, o Jovem - Jogo do Gamão (Museu de Arte de Cleveland, EUA)

## Nascimentos
- 18 de Março - Christian Goldbach, matemático prussiano (m. 1764).

## Mortes
- 25 de Abril - David Teniers, o Jovem, pintor flamengo do período barroco.
- 26 de Maio - António Álvares da Cunha, Senhor de Tábua, foi um nobre político português e um dos Quarenta Conjurados (n. 1626).

## Por tema
- 1690 na música